# SUPER TV
《SUPER TV》（韓語：슈퍼TV）為XtvN綜藝節目，由男子團體Super Junior（SJ）成員出演，是一個將多種節目概念以SJ的風格重新詮釋的綜藝節目。

於2025年3月21日推出第三季，台灣由iQIYI國際版、FriDay影音跟播。

## 簡介
《SUPER TV》旨為將多種節目概念（如真人秀、吃放、問答、脫口秀、選秀）以Super Junior特有的風格重新詮釋的綜藝節目；在事前會議及節目中，成員們也提出了想法，例如「進監獄體驗監獄生活」、「用冷凍食品體驗三時三餐」、「挖掘成員身上的問題」、「兩兩成員的我們同居了」。
2018年1月15日至17日，公開了SJ成員與電視台局長、知名製作人們的事前會議影片，並作為節目第0集（30分鐘）於XtvN播放。1月23日舉行製作發表會。

## 參與成員

### 第一季
| 姓名 | 生日           | 隊內擔任                           |
| 利特 | 1983年7月1日   | 隊長、副領Vocalist、副Dancer       |
| 希澈 | 1983年7月10日  | 主領Rapper、副Vocalist             |
| 藝聲 | 1984年8月24日  | 主Vocalist                         |
| 神童 | 1985年9月28日  | 主領Dancer、副領Rapper、副Vocalist |
| 銀赫 | 1986年4月4日   | 主Dancer、主Rapper                 |
| 東海 | 1986年10月15日 | 主領Dancer、主領Vocalist、副Rapper |

### 第二季
| 姓名 | 生日           | 隊內擔任                           | 備註       |
| 利特 | 1983年7月1日   | 隊長、副領Vocalist、副Dancer       |            |
| 希澈 | 1983年7月10日  | 主領Rapper、副Vocalist             |            |
| 藝聲 | 1984年8月24日  | 主Vocalist                         |            |
| 神童 | 1985年9月28日  | 主領Dancer、副領Rapper、副Vocalist |            |
| 銀赫 | 1986年4月4日   | 主Dancer、主Rapper                 |            |
| 始源 | 1986年4月7日   | 門面、副Vocalist、副領Dancer       |            |
| 東海 | 1986年10月15日 | 主領Dancer、主領Vocalist、副Rapper |            |
| 厲旭 | 1987年6月21日  | 主Vocalist                         | 第11集加入 |

### 第三季
| 姓名 | 生日           | 隊內擔任                           | 備註 |
| 利特 | 1983年7月1日   | 隊長、副領Vocalist、副Dancer       |      |
| 希澈 | 1983年7月10日  | 主領Rapper、副Vocalist             |      |
| 藝聲 | 1984年8月24日  | 主Vocalist                         |      |
| 神童 | 1985年9月28日  | 主領Dancer、副領Rapper、副Vocalist |      |
| 銀赫 | 1986年4月4日   | 主Dancer、主Rapper                 |      |
| 始源 | 1986年4月7日   | 門面、副Vocalist、副領Dancer       |      |
| 東海 | 1986年10月15日 | 主領Dancer、主領Vocalist、副Rapper |      |
| 厲旭 | 1987年6月21日  | 主Vocalist                         |      |
| 圭賢 | 1988年2月3日   | 主Vocalist                         |      |

## 播放時間
| 播放頻道  | 播放日期                    | 播放時間（KST） |
| XtvN      | 2018年1月26日               | 星期五 23:00    |
| XtvN、tvN | 2018年2月2日－2018年4月13日 | 星期五 23:30    |
| XtvN      | 2018年6月7日至2018年8月23日 | 星期四 20:00    |

## 各集內容

### 第一季
| 集數 | 播放日期      | 主題             | 內容 | 來賓 |
| 1    | 2018年1月26日 | －               | 成員特性分析、建立節目規則                                                                                         | － |
| 2    | 2018年2月2日  | 吃放             | 餐廳逃脫真實版，在地下美食街進行的遊戲，兩隊擲骰，骰中的食物需吃完，先準確到達終點者即逃出成功。                   | YouTuber 밴쯔（BANZZ） |
| 3    | 2018年2月9日  | 問答             | 六國來賓以自身語言向SJ成員提出問題，禁止使用韓文提問。                                                             | Fabien Yoon（法國） Christian Burgos（墨西哥） Tatchara Longprasert（泰國） Samy Rashad（埃及） Abhishek Gupta（印度） 張玉安（中國） |
| 4    | 2018年2月16日 | 問答             | SJ成員與來賓進行韓文問答對決，韓文發音、聽寫、諺語...等。                                                          | Fabien Yoon（法國） Christian Burgos（墨西哥） Tatchara Longprasert（泰國） Samy Rashad（埃及） Abhishek Gupta（印度） 張玉安（中國） |
| 5    | 2018年2月23日 | 電影（上）       | 以電影愛在黎明破曉時為主題，在火車上與女來賓相遇的SJ使出渾身解數討女生歡心，每站皆會有一位成員被淘汰並下車。       | 活動主持人 김지윤（金智允） |
| 6    | 2018年3月2日  | 電影（下）       | 留到最後的兩名成員與來賓來到咖啡廳，由下車的成員一邊監看兩名成員與來賓的互動，一邊指示成員做（說）出動作（話語）。 | 活動主持人 김지윤（金智允） |
| 7    | 2018年3月9日  | 直播             | 成員們展開個人直播，總觀看人數達10萬名即可提早下班。                                                               | 哲學博士 조규문（趙圭文） |
| 8    | 2018年3月16日 | 我們同居了（上） | 尷尬二人組（利特&希澈、藝聲&銀赫、神童&東海）展開一天的同居生活。                                                  | － |
| 9    | 2018年3月23日 | 我們同居了（下） | 尷尬二人組（利特&希澈、藝聲&銀赫、神童&東海）展開一天的同居生活。                                                  | － |
| 10   | 2018年3月30日 | 問題的男人       | 隊友投票選出有問題的男人(藝聲)、沒問題的男人(銀赫)，記錄他們各自一天的生活，其後一同觀看影像並提出分析。           | - |
| 11   | 2018年4月7日  | 春季運動會（上） | 6位成員們作為隊長, 各自帶領所指定的女子團體, 透過幾個運動項目取得最终勝利                                          | CLC 宇宙少女 Gugudan Weki Meki fromis 9 金台鉉 遊戲解說員 김정민 （金正珉）                                                           |
| 12   | 2018年4月13日 | 春季運動會（下） | 6位成員們作為隊長, 各自帶領所指定的女子團體, 透過幾個運動項目取得最终勝利                                          | CLC 宇宙少女 Gugudan Weki Meki fromis 9 金台鉉 遊戲解說員 김정민 （金正珉）                                                           |

### 第二季－權力的遊戲
擁有出色的綜藝能力的Super Junior，將面對各組來賓挑戰「綜藝王」的寶座，若能五連勝，將獲得豪華海外旅行。第八集改為三連勝可獲得國內旅行。
| 集數 | 播放日期      | 內容 | 來賓       | 結果及備註                                     |
| 1    | 2018年6月7日  | ‧ 謊話王：雙方各派出一名成員對決，以來賓（挑戰者）的長處為對決內容，若挑戰者落敗，則視為說謊。 ‧ 來過倒王：以句子倒著說的方式提問，回答正確者即獲勝。 ‧ 吃放王：餐廳逃脫遊戲，雙方擲骰，骰中的食物需吃完，先準確到達終點者即獲勝。                                                         | AOA        | Super Junior勝出 [注:銀赫因海外行程而暫時缺席] |
| 2    | 2018年6月14日 | ‧ 謊話王：雙方各派出一名成員對決，以來賓（挑戰者）的長處為對決內容，若挑戰者落敗，則視為說謊。 ‧ 推理王：對手方每人同時說出題目中的一個字，憑聲音和嘴型成功推理出正確答案則獲勝。 ‧ 椅子王：椅子冰壺遊戲，成員坐在椅子上，由隊友推動，最接近圓心的隊伍獲勝。                               | Lovelyz    | Super Junior勝出 [注:銀赫因海外行程而暫時缺席] |
| 3    | 2018年6月21日 | ‧ 謊話王：雙方各派出一名成員對決，以來賓（挑戰者）的長處為對決內容，若挑戰者落敗，則視為說謊。 ‧ 來過倒王：以句子倒著說的方式提問，回答正確者即獲勝。 | SHINee     | SHINee勝出                                     |
| 4    | 2018年6月28日 | ‧ 謊話王：雙方各派出一名成員對決，以來賓（挑戰者）的長處為對決內容，若挑戰者落敗，則視為說謊。 ‧ 吃播王：在課堂上避開老師的視覺，率先乾淨利落食畢盒飯及飲料的一方則獲勝。 ‧ 推理王：對手方每人同時說出題目中的一個字，憑聲音和嘴型成功推理出正確答案則獲勝。                               | Oh My Girl | Super Junior勝出                               |
| 5    | 2018年7月5日  | ‧ 謊話王：雙方各派出一名成員對決，以來賓（挑戰者）的長處為對決內容，若挑戰者落敗，則視為說謊。 ‧ 來過倒王：以句子倒著說的方式提問，回答正確者即獲勝。 | Weki Meki  | Super Junior勝出                               |
| 6    | 2018年7月12日 | ‧ 謊話王：雙方各派出一名成員對決，以來賓（挑戰者）的長處為對決內容，若挑戰者落敗，則視為說謊。 ‧ 演技王：全員做一樣的動作，但其中有一名是演出來的，猜出誰是演出來的則為獲勝。 ‧ 接力王：全員用腳傳遞拖鞋，最後數量多者獲勝。                                                               | (G)I-DLE   | Super Junior勝出                               |
| 7    | 2018年7月19日 | ‧ 謊話王：雙方各派出一名成員對決，以來賓（挑戰者）的長處為對決內容，若挑戰者落敗，則視為說謊。 ‧ 任務王：雙方各隊拿三張哪片，看到卡片上給出的任務，覺得這個任務我們隊伍可以完成的話，就將卡片 扔出，卡片任務完成的話可以扔出一張卡片，失敗的話就增加一張卡片，手上最先沒有卡片的隊伍獲勝。 | KARD       | KARD勝出                                       |
| 8    | 2018年7月26日 | ‧ 謊話王：雙方各派出一名成員對決，以來賓（挑戰者）的長處為對決內容，若挑戰者落敗，則視為說謊。 ‧ 車逃脫王：一分鐘內移動小車子，使黃色車子成功逃脫即獲勝。 | YDPP       | Super Junior勝出 [注:希澈因海外行程而暫時缺席] |
| 9    | 2018年8月2日  | ‧ 謊話王：雙方各派出一名成員對決，以來賓（挑戰者）的長處為對決內容，若挑戰者落敗，則視為說謊。 ‧ 速度王: 雙方跑到敵方的黑板寫下名字，被寫下的名字超過3秒則淘汰。 | MOMOLAND   | Super Junior勝出                               |
| 10   | 2018年8月9日  | ‧ 謊話王：雙方各派出一名成員對決，以來賓（挑戰者）的長處為對決內容，若挑戰者落敗，則視為說謊。 ‧ 任務王：雙方各隊拿三張哪片，看到卡片上給出的任務，覺得這個任務我們隊伍可以完成的話，就將卡片 扔出，卡片任務完成的話可以扔出一張卡片，失敗的話就增加一張卡片，手上最先沒有卡片的隊伍獲勝。 | Red Velvet | Super Junior勝出                               |
| 11   | 2018年8月16日 | 三連勝濟州島旅遊 | -          | [注:厲旭退伍加入節目]                          |
| 12   | 2018年8月23日 | 三連勝濟州島旅遊 | -          | [注:厲旭退伍加入節目]                          |

## 花絮

### 事前會議
| 日期          | 內容           | 網址                       |
| 2018年1月15日 | 第一季事前會議 | EP01（页面存档备份，存于） |
| 2018年1月16日 | 第一季事前會議 | EP02（页面存档备份，存于） |
| 2018年1月17日 | 第一季事前會議 | EP03（页面存档备份，存于） |
| 2018年6月6日  | 第二季事前會議 | EP01（页面存档备份，存于） |
| 2018年6月6日  | 第二季事前會議 | EP02（页面存档备份，存于） |
| 2018年6月6日  | 第二季事前會議 | EP03（页面存档备份，存于） |

### Super TV之TV
| 日期          | 內容                            | 網址                              |
| 2018年3月30日 | 希澈TV                          | 希澈TV（页面存档备份，存于）      |
| 2018年3月30日 | 銀赫TV                          | 銀赫TV EP01（页面存档备份，存于） |
| 2018年3月30日 | 銀赫TV                          | 銀赫TV EP02（页面存档备份，存于） |
| 2018年3月30日 | 神童TV                          | 神童TV（页面存档备份，存于）      |
| 2018年3月30日 | 藝聲TV                          | 藝聲TV EP01（页面存档备份，存于） |
| 2018年3月30日 | 藝聲TV                          | 藝聲TV EP02（页面存档备份，存于） |
| 2018年6月5日  | SMTOWN in DUBAI （東海&藝聲TV） | EP01（页面存档备份，存于）        |
| 2018年6月5日  | SMTOWN in DUBAI （東海&藝聲TV） | EP02（页面存档备份，存于）        |
| 2018年6月5日  | SMTOWN in DUBAI （東海&藝聲TV） | EP03（页面存档备份，存于）        |
| 2018年6月12日 | 希澈的遊戲TV （希澈 vs 神童）   | ROUND 1（页面存档备份，存于）     |
| 2018年6月12日 | 希澈的遊戲TV （希澈 vs 神童）   | ROUND 2（页面存档备份，存于）     |

### 未公開片段
| 日期          | 內容                    | 網址                          |
| 2018年6月28日 | 利特的耳朵唱功(?)爆發！ | Youtube（页面存档备份，存于） |
| 2018年7月12日 | 金希澈的不眨眼比賽！    | Youtube（页面存档备份，存于） |

## 收視率（tvN台）

### 第一季
| 集數 | 播放日期   | AGB收視率 | AGB收視率 | TNmS收視率 | 備註                         |
| 集數 | 播放日期   | 全國      | 首都圈    | TNmS收視率 | 備註                         |
| 1    | 2018/01/26 | －        | －        | －         | 僅在XtvN播放                 |
| 2    | 2018/02/02 | 1.3%      | 1.486%    | 1.1%       |                              |
| 3    | 2018/02/09 | 1.582%    | 1.781%    | 1.3%       | 因冬奧延至00:00播出          |
| 4    | 2018/02/16 | －        | －        | －         | 因冬奧暫停播出，僅在XtvN播放 |
| 5    | 2018/02/23 | 0.9%      | －        | 1.3%       |                              |
| 6    | 2018/03/02 | 0.8%      | －        | 0.8%       |                              |
| 7    | 2018/03/09 | 0.5%      | －        | 0.7%       |                              |
| 8    | 2018/03/16 | 1.0%      | －        | 0.9%       |                              |
| 9    | 2018/03/23 | 0.8%      | －        | 0.8%       |                              |
| 10   | 2018/03/30 | 0.6%      | －        | 0.5%       | 延至00:30播出                |
| 11   | 2018/04/06 | 0.8%      | －        | 0.5%       |                              |
| 12   | 2018/04/13 | 0.5%      | －        | 0.4%       |                              |

## 外部連結
- SUPER TV的Facebook專頁
- SUPER TV DAUM
- SUPER TV （页面存档备份，存于） NAVER
- SUPER TV（页面存档备份，存于）NAVER TV

| XtvN 星期四 20:00（KST） | XtvN 星期四 20:00（KST）                         | XtvN 星期四 20:00（KST） |
| ------------------------ | ------------------------------------------------ | ------------------------ |
|                          | SuperTV 第一季 （2018年1月26日－2018年4月13日 ） |                          |
| 未知                     | 未知                                             |                          |

| XtvN 星期四 20:00（KST） | XtvN 星期四 20:00（KST）                        | XtvN 星期四 20:00（KST） |
| ------------------------ | ----------------------------------------------- | ------------------------ |
|                          | SuperTV 第二季 （2018年6月7日－2018年8月23日 ） |                          |
| 未知                     | 未知                                            |                          |

| 臺灣FOX 星期六 18：00－20:30(NST) · 星期日(重播) 08：00－10:30 | 臺灣FOX 星期六 18：00－20:30(NST) · 星期日(重播) 08：00－10:30 | 臺灣FOX 星期六 18：00－20:30(NST) · 星期日(重播) 08：00－10:30 |
| -------------------------------------------------------------- | -------------------------------------------------------------- | -------------------------------------------------------------- |
|                                                                | SuperTV 第一季 （2018年12月15日- ）                            |                                                                |
| 未知                                                           | 未知                                                           |                                                                |

| 香港 ViuTV 星期六 14:00 - 15:30 · 6月8日 14:00 - 15:00 · 6月29日至7月13日 14:00 - 15:15 · 7月20日、8月3日及8月10日 14:00 - 15:45 · 8月17日及8月24日 14:00 - 16:00 | 香港 ViuTV 星期六 14:00 - 15:30 · 6月8日 14:00 - 15:00 · 6月29日至7月13日 14:00 - 15:15 · 7月20日、8月3日及8月10日 14:00 - 15:45 · 8月17日及8月24日 14:00 - 16:00 | 香港 ViuTV 星期六 14:00 - 15:30 · 6月8日 14:00 - 15:00 · 6月29日至7月13日 14:00 - 15:15 · 7月20日、8月3日及8月10日 14:00 - 15:45 · 8月17日及8月24日 14:00 - 16:00 |
| --- | --- | --- |
| | Super TV 第一季 （2019年6月8日－2019年8月24日） | |
| 泰國72小時 （2019年5月11日－2019年6月1日） | 犯罪現場（第三季） （2019年8月31日－2019年11月16日） | |